# 羅曼太空望遠鏡
南希·格蕾絲·羅曼太空望遠鏡（英語：Nancy Grace Roman Space Telescope，簡稱羅曼太空望遠鏡或RST），原名大视场红外巡天望远镜（英語：Wide Field Infrared Survey Telescope）是美国国家航空航天局研發中的紅外線空间望远镜，預計於2027年5月前由獵鷹重型運載火箭發射至日-地L2點軌道。該望遠鏡以「哈伯之母」、美國太空總署首任天文學部門女主任南希·羅曼命名，其核心任務包含探測暗能量、發現系外行星及驗證廣義相對論宇宙時空曲率。
配備兩大科學儀器的羅曼太空望遠鏡，採用美國國家偵察局捐贈的2.4米口徑主鏡（與哈伯同規格但視野更廣）。其中「廣域儀器」（WFI）為300.8萬像素多波段紅外相機，單次成像範圍達0.28平方度（相當於1.4個滿月面積），視野效率較哈伯提升100倍；「日冕儀」（CGI）則運用革命性星光抑制技術，能直接觀測鄰近恆星周圍的類木行星，為美國太空總署首個太空系外行星直接成像設備。
此任務源自2010年美國國家科學研究委員會「天文與天體物理十年調查」的最高優先項目，2016年2月獲美國太空總署正式立項。2020年5月為表彰羅曼博士規劃哈伯望遠鏡的貢獻而更名，但2019冠状病毒病疫情導致供應鏈中斷，使開發成本增加4億美元並推遲發射時程。2022年獲聯邦政府追加5億美元預算，2024年4月已完成光學系統首次測試。
科學家預期透過三種互補方法研究暗能量：
- 測量重子聲學振盪產生的星系分布紋理
- 追蹤Ia型超新星的宇宙膨脹歷史
- 分析弱重力透鏡造成的時空扭曲

同時將利用微引力透鏡效應發現約1,400顆系外行星，包括可能位於宜居帶的類地行星。該任務還將檢驗暗能量狀態方程及愛因斯坦重力理論在大尺度宇宙中的適用性。